# Hitomi Nakano
Hitomi Nakano (* 23. November 1990) ist eine japanische Weitspringerin.

## Sportliche Laufbahn
Erste internationale Erfahrungen sammelte Hitomi Nakano bei den Juniorenasienmeisterschaften 2006 in Macau, bei denen sie mit einer Weite von 5,94 m die Silbermedaille gewann. 2007 belegte sie bei den Jugendweltmeisterschaften in Ostrava mit 6,14 m den siebten Platz und wurde mit der japanischen Sprintstaffel (1000 Meter) in 2:12,45 min Siebte. 2019 erreichte sie bei den Asienmeisterschaften in Doha mit einem Sprung auf 6,10 m Rang fünf.

## Persönliche Bestleistungen
- Weitsprung: 6,44 m (0,0 m/s), 2. Juni 2007 in Kōbe
  - Weitsprung (Halle): 6,07 m, 19. Januar 2019 in Jablonec nad Nisou